# Lipotriches regis
Lipotriches regis är en biart som först beskrevs av Cockerell 1910.  Lipotriches regis ingår i släktet Lipotriches och familjen vägbin. Inga underarter finns listade i Catalogue of Life.

## Bildgalleri

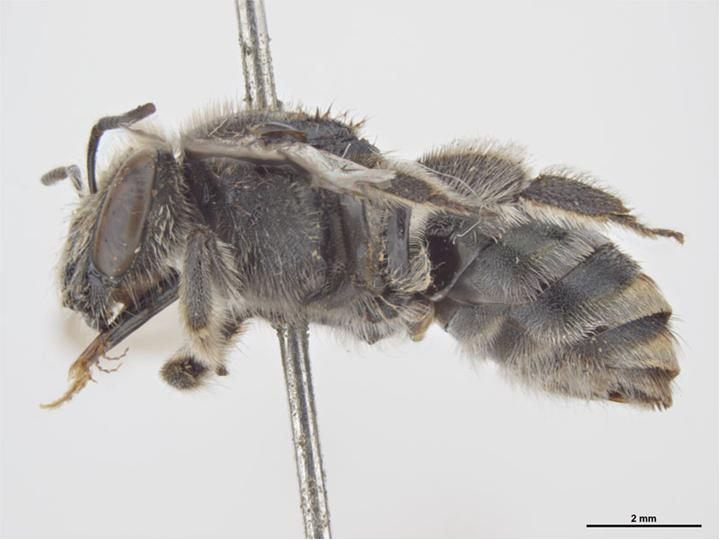